# Under Cover
Under Cover ist das neunte Studioalbum des Musikers Ozzy Osbourne. Es wurde am 1. November 2005 veröffentlicht und enthält Coversongs der 1960er und 1970er Jahre.

## Entstehung und Charterfolge
Ozzy Osbourne würdigte mit diesem Album Künstler, die ihn in jungen Jahren inspirierten. John Lennon ist mit drei Kompositionen am häufigsten vertreten. Osbourne nannte die Beatles als den Grund, wieso er mit der Musikkarriere begann. Der Riff von Sunshine of Your Love inspirierte Black Sabbath zum Song NIB.
Das Album erhielt eher negative Kritiken und erreichte lediglich Platz 67 in den britischen Charts, sowie Platz 95 in der Schweiz und Platz 134 in den Billboard 200.
Das Gegenteil war bei der Single Changes, die als Bonustrack auf das Album genommen wurde, der Fall. Osbourne nahm 2003 die Ballade, ein Black-Sabbath-Song vom Album Vol. 4, im Duett mit seiner Tochter Kelly neu auf. Die Single erreichte 2003 Rang eins in den britischen Charts.

## Titelliste
| Nr. | Titel                     | Original                    | Länge |
| --- | ------------------------- | --------------------------- | ----- |
| 1.  | Rocky Mountain Way        | Joe Walsh                   | 4:32  |
| 2.  | In My Life                | The Beatles                 | 3:30  |
| 3.  | Mississippi Queen         | Mountain                    | 4:11  |
| 4.  | Go Now                    | Bessie Banks                | 3:42  |
| 5.  | Woman                     | John Lennon                 | 3:45  |
| 6.  | 21st Century Schizoid Man | King Crimson                | 3:53  |
| 7.  | All the Young Dudes       | Mott the Hoople             | 4:34  |
| 8.  | For What It’s Worth       | Buffalo Springfield         | 3:20  |
| 9.  | Good Times                | Eric Burdon and the Animals | 3:45  |
| 10. | Sunshine of Your Love     | Cream                       | 5:10  |
| 11. | Fire                      | Arthur Brown                | 4:08  |
| 12. | Working Class Hero        | John Lennon                 | 3:22  |
| 13. | Sympathy for the Devil    | The Rolling Stones          | 7:11  |
| 14. | Changes (Bonus)           | Black Sabbath               | 4:07  |

## Besetzung
- Ozzy Osbourne: Gesang
- Jerry Cantrell: Gitarre
- Chris Wyse: Bass
- Mike Bordin: Schlagzeug